# Umweltinformatik
Die Umweltinformatik ist eine Spezialdisziplin der Angewandten Informatik. Sie nutzt Methoden und Techniken der Informatik, um solche Informationsverarbeitungsverfahren zu analysieren, zu unterstützen und mitzugestalten, die zur Untersuchung, Behebung, Vermeidung und Minimierung von Umweltbelastungen und Umweltschäden beitragen. Damit übernimmt die Umweltinformatik eine Brückenfunktion, um die komplexen Wechselwirkungen zwischen Mensch, Natur und Technik interdisziplinär zu analysieren, zu beschreiben und zu verstehen.
Da jedes Anwendungsgebiet der Angewandten Informatik seinen eigenen Gegenstand, sein eigenes Begriffssystem und seine eigenen Methoden besitzt, bilden sich Spezialdisziplinen wie die Umwelt-, die Bio- und Geoinformatik, die je eine Verbindung aus Informatik und jeweiligem Anwendungsgebiet wie Umwelt-, Bio- oder Geowissenschaften darstellen. Sowohl die Umweltinformatik als auch die Bio- und Geoinformatik beschäftigen sich mit der informatischen Verarbeitung von Umweltphänomenen. Die Umweltinformatik ist jedoch die einzige, die normative Ziele (z. B. politische Ziele des Umweltschutzes, der Umweltplanung und der Nachhaltigkeit) verfolgt. Dies beeinflusst auch die Wahl ihrer Methoden. Darin unterscheidet sie sich auch von Anwendungsgebieten wie der numerischen Wettervorhersage, die als frühes und wichtiges Beispiel für die Computersimulation von Umweltphänomenen gilt.

## Gegenstand und Ziele
Der Gegenstand der Umweltinformatik sind Umweltinformationssysteme (UIS). Ein UIS „ist ein DV-gestütztes System, welches Daten, die über die natürliche Umwelt erhoben werden, integriert abspeichert und leistungsfähige Zugriffs- und Auswertungsmethoden anbietet.“ So können Umweltdaten für Umweltschutz, -planung, -forschung und -technik computergestützt aufbereitet werden. Einen Spezialfall der UIS bilden betriebliche Umweltinformationssysteme (BUIS).
Nach Jaeschke und Bossel hat die Umweltinformatik drei aufeinander aufbauende Zielsetzungen:
1. Die Umweltinformatik dient der Beschaffung von Daten und Informationen zur Beschreibung von Zustand und Entwicklung der Umwelt.[2] Zentral sind vor allem jene Informationen, die zur Vermeidung bzw. Begrenzung unerwünschter und Unterstützung erwünschter Veränderungen benötigt werden.[4]
2. Auf Grundlage der Auswertung und Analyse von Daten, verbessert die Umweltinformatik ein Verständnis der Umwelt und der Wechselwirkungen zwischen Natur, Technik und Gesellschaft.[2] Sie unterstützt so umweltrelevante Entscheidungen.[4]
3. Dadurch wird eine Beeinflussung der Entwicklung (Systemkorrektur),[2] das Abschätzen der Wirkungen und Nebenwirkungen möglicher Maßnahmen sowie die Schaffung von Werkzeugen für die routinemäßige Planung, Durchführung und Kontrolle von Maßnahmen möglich.[4]

## Entstehungsgeschichte
Als Ausgangspunkt der Umweltinformatik gilt das Simulationsmodell World3, das die Grundlage der vielbeachteten Studie The Limits to Growth bildete. Es bezog u. a. Umweltinformationen ein, um Szenarien der globalen Entwicklung zu berechnen. Mitte der 1980er stieg das Interesse, den Umweltschutz als Anwendungsgebiet für die Informatik zu strukturieren. Eine der ersten Veröffentlichungen in deutscher Sprache war das Buch Informatik im Umweltschutz. Anwendungen und Perspektiven aus dem Jahr 1986. Die Bezeichnung «Umweltinformatik» kam erst um 1993 auf, weshalb meist von einer Entwicklung der Umweltinformatik in den 1990er Jahren gesprochen wird. 1993 wurde in Cottbus der erste Universitätslehrstuhl für Umweltinformatik ins Leben gerufen. 1994 erschien der Sammelband Umweltinformatik. Informatikmethoden für Umweltschutz und Umweltforschung. Die Entwicklung der Umweltinformatik wurde „vor allem von der deutschen Informatik in Gang gesetzt“. Im englischsprachigen Raum wurde 1995 der Band Environmental Informatics herausgegeben, der inhaltlich zu großen Teilen auf dem deutschen Sammelband von 1994 beruht.

Ein Beitrag im Konferenzband des World Computer Congress der International Federation for Information Processing (IFIP) 1994 in Hamburg beschreibt die anfängliche Situation der Umweltinformatik wie folgt:
Original Englisch: „On the one hand, we suffer from the huge amount of available data – people sometimes speak of data graveyards – on the other hand, the really relevant data may still be missing“ – „Auf der einen Seite steht eine enorme Menge von Daten zur Verfügung – manche sprechen von einem Datenfriedhof – auf der anderen Seite fehlen uns vermutlich immer noch die wirklich relevanten Daten.“
Diese Aussage gibt einen Hinweis darauf, aus welchem Bedarf heraus die Umweltinformatik als Spezialdisziplin der Angewandten Informatik entstand. Weiterhin erforderten die spezifischen Merkmale und Verarbeitungserfordernisse von Umweltdaten die Entstehung der Umweltinformatik. Zu den Besonderheiten von Umweltdaten zählen:
- Die benötigten Datenstrukturen sind durch spezifische Prozesse und die unterschiedlichen Sichtweisen der Umweltaspekte (z. B. Gewässerschutz, Immissionsschutz, Gefahrstoffe) sehr heterogen.[1]
- Neben der Heterogenität der Daten spielen auch heterogene Datenbanken eine Rolle, da Umweltdaten vielfach interdisziplinär gewonnen und dargestellt werden.[1]
- Die Pflichten ändern sich häufig durch neue Gesetze, seien es regionale (z. B. Länderverordnungen im Gewässerschutz), nationale (z. B. Bundesimmissionsschutz-Verordnungen) oder internationale (z. B. REACH).
- Die repräsentierten Objekte sind häufig mehrdimensional und erfordern daher eine komplexe geometrische Darstellung anhand von Kurven oder Polygonen.[1]
- Häufig ist man auf die Verarbeitung von unsicheren, unpräzisen oder unvollständigen Daten angewiesen,[1] die beispielsweise das Ergebnis von Hochrechnungen oder Prognosen sind.

Zur Erfüllung der Anforderungen des Umweltmanagements entstand ein neues 'Wissensparadigma'. Die Umweltinformatik bringt eigene Konzepte, Methoden und Techniken hervor und ist nicht nur das Ergebnis der Verwendung von Methoden und Werkzeugen der Informations- und Kommunikationstechnologie zur Erfüllung umwelttechnischer Anforderungen.
Die Entwicklung der Umweltinformatik ab den 1990er Jahren wird maßgeblich durch die neu entstandenen Konferenzen EnviroInfo, ISESS und ITEE geprägt und ist in den jeweiligen Proceedings dokumentiert.
Aspekte der Nachhaltigkeit und Nachhaltigen Entwicklung wurden verstärkt nach 2000 in die Umweltinformatik integriert und haben diese erweitert. 2004 publizierte der Arbeitskreis Nachhaltige Informationsgesellschaft der Gesellschaft für Informatik e. V. (GI) das Memorandum Nachhaltige Informationsgesellschaft, welches Empfehlungen für eine human-, sozial- und naturverträgliche Informationsgesellschaft formuliert. Seit 2007 wird Umweltinformatik auch oft ausführlicher als Informatik für Umweltschutz, Nachhaltige Entwicklung und Risikomanagement umschrieben. Der vermehrte Schwerpunkt auf Nachhaltigkeit hat auch zur Bildung des Forschungsschwerpunkts Informations- und Kommunikationstechnologie für Nachhaltigkeit (englisch Information and Communications Technologie for Sustainability (kurz ICT4S)) und zur Entstehung der internationalen Konferenz ICT4S ab 2013 beigetragen.
ICT-ENSURE, die Fördermaßnahme der Europäischen Kommission für den Aufbau eines Europäischen Forschungsbereichs zu 'ICT for Environmental Sustainability Research' 2008–2010, hat zusätzlich zur Strukturierung der Umweltinformatik beigetragen.

## Umweltinformatik und Nachhaltige Entwicklung
Bestrebungen, die Umweltinformatik in den Kontext der Nachhaltigen Entwicklung einzuordnen, bestehen zunehmend seit 2000 und wurde maßgeblich durch das Memorandum Nachhaltige Informationsgesellschaft geprägt. Die Informationsgesellschaft biete demnach zwar große, jedoch ungleich verteilte Möglichkeiten für Bildung, Teilhabe und interkulturelle Verständigung. Darüber hinaus wies das Memorandum auf den Material- und Energieverbrauch von Informations- und Kommunikationstechnologie sowie die entstehende Abfallmenge hin. Die Hoffnung wurde ausgedrückt, dass die Umweltinformatik zur Bildung eines Konsens in der Umweltpolitik und so zur Entwicklung nachhaltiger Handlungsstrategien beitragen könne. Die systematische Erfassung, Verarbeitung und Analyse von Umweltdaten soll zu einer besseren Umweltüberwachung, einem besseren Umweltmanagement und Fortschritten bei der nachhaltigen Bewirtschaftung natürlicher Ressourcen führen. Tatsächlich finden die seit den 80er Jahren in der Umweltinformatik bearbeiteten Themen und die Fortentwicklung von Fernerkundungsmethoden breite Anwendung z. B. in den Umweltinformationssystemen der Länder.

## Verwandte Forschungsbereiche
Umweltinformatik bewegt sich wie Green IT und das Forschungsgebiet Informations- und Kommunikationstechnologie für Nachhaltigkeit (englisch Information and Communications Technologie for Sustainability (kurz ICT4S)) im Überschneidungsfeld von Informatik und Nachhaltiger Entwicklung. Während die Umweltinformatik sich mit Umweltinformationssystemen und der entsprechenden Datenerfassung, -speicherung, -wiedergabe, -analyse und -bewertung befasst, geht es der Green IT vorrangig um die IT-Infrastruktur selbst, deren unerwünschte Auswirkungen auf die Umwelt möglichst gering gehalten werden sollen. ICT4S dagegen verfolgt eine breitere Perspektive als die Umweltinformatik, indem dieses Forschungsgebiet die Chancen und Risiken der Digitalisierung für das Erreichen einer Nachhaltigen Entwicklung im Allgemeinen untersucht und Fragen der gesellschaftlichen Gestaltbarkeit der Digitalisierung stellt.
Daneben gibt es noch weitere Forschungsrichtungen innerhalb der Informatik, die sich im weitesten Sinne mit dem Verhältnis von technischer Informationsverarbeitung und Natur befassen: die Bioinformatik und die Geoinformatik. Neben der Gemeinsamkeit der computergestützten Umweltinformationsverarbeitung unterscheiden sich die drei Disziplinen vor allem in der Wahl ihrer Methoden. Zudem hat die Umweltinformatik eine normative Ausrichtung, da sie die Vermeidung bzw. Begrenzung unerwünschter und Unterstützung erwünschter Umweltveränderungen[4] anstrebt. Besonders eng gestalten sich jedoch die Beziehungen zwischen der Geo- und der Umweltinformatik, da Geografische Informationssysteme (GIS) als Basistechnologie für raumbezogene Umweltinformationssysteme dienen und die Fernerkundung neue Möglichkeiten für das Umweltmonitoring eröffnet hat.

## Konferenzen
| Konferenztitel                                                                           | seit                         | Turnus                       |
| EnviroInfo                                                                               | 1986                         | mit Ausnahmen jährlich       |
| International Symposium on Environmental Software Systems (ISESS)                        | 1995                         | Bis 2020 zwölf Mal           |
| International Congress on Environmental Modelling and Software (iEMSs)                   | 2002                         | Alle 2 Jahre                 |
| International Conference on Information Technologies in Environmental Engineering (ITEE) | 2003                         | Bis 2013 sechs Mal           |
| Environmental Information Management                                                     | Fand nur 2008 und 2011 statt | Fand nur 2008 und 2011 statt |
| International Conference on ICT for Sustainability (ICT4S)                               | 2013                         | mit Ausnahmen jährlich       |

## Buchreihen
- Springer: Environmental Informatics, seit 2021
- Shaker Verlag: Berichte aus der Umweltinformatik, seit 2000
- Metropolis: Umweltinformatik aktuell, 1993–2003

## Fachzeitschriften
- Computers and Electronics in Agriculture
- Earth Science Informatics
- Environmental Modelling and Software
- Environmental Monitoring and Assessment
- International Journal of Agricultural and Environmental Information Systems
- Journal of Environmental Informatics
- Journal of Environmental Informatics Letters